# Colt Commando Special
 (mai 2025).
Le revolver Colt Commando Special est une variante du Colt Detective Special  recevant une finition phosphaté et donc vendu à un prix inférieur.

## Fonctionnement
Cette arme de poing  tire en double action. Son canon de type  lourd mesurait 51mm . Son barillet basculant à gauche contenait 6 cartouches de .38 Special. La tige d'éjection  est carénée. Le guidon est grand et triangulaire.

## Les autres revolvers de poche de la gamme colt
En dehors du Colt Commando Special, la firme Colt donna naissance aux modèles suivants : 
- Colt Agent
- Colt Bankers'Special
- Colt Aircrewman
- Colt Cobra
- Colt Detective Special
- Colt Courier
- Colt Carry Magnum

## Données techniques du Commando Special
- Munition: .38 Special
- Masse à vide: 610 g
- Longueur: 17,8  cm
- Canon: 51 mm
- Barillet : 6 coups

## Sources
- Yves Louis CADIOU,Les Colt (2): revolvers à cartouches métalliques, Editions du Portail, 1993
- Raymond CARANTA, L'Aristocratie du Pistolet, Crépin-Leblond, 1997